# Milo Moiré
Milo Moiré (artistnamn), född 1983 i Luzern, är en schweizisk performancekonstnär, känd för konceptkonst och body art, där hon ofta använder nakenhet, femininitet och kön som centrala medel i arbetet.

## Biografi
Milo Moiré har en akademisk konstutbildning och examen i psykologi (magna cum laude). Hennes artistnamn refererar till moiré-effekten, och hon skriver att hennes konstkoncept har för avsikt att låta kulturellt noggrant rastrerade mönster "kollidera", för att uppnå en ny struktur.
Milo Moiré har agerat naken i performancekonst sedan 2007 med syftet att ge en autentisk och direkt upplevelse. Hon har hävdat att avsaknaden av ett yttre skal av kläder ger kroppen en förmåga att kommunicera utan att störas av mode, pengar, ideologi och tid. Hon menar att betraktaren av konstverket – med eller utan reaktion – blir en integrerad del av verket.
Som främsta inspiratörer till sin konst nämner hon Marina Abramović och Joseph Beuys. Men hon har också tydligt inspirerats av Carolee Schneemann och Valie Export. Hon har skrivit: "To create art, I use the original source of femininity – my vagina".
År 2015 blev hon arresterad av fransk polis efter att ha tagit "naked selfies" tillsammans med turister framför Eiffeltornet. Året därefter blev hon arresterad i London då hon erbjöd allmänheten att vidröra hennes bröst och vagina via spegelboxar som hon hade placerat runt sin kropp.
Milo Moiré bor tillsammans med fotografen Peter Palm och arbetar numera från Düsseldorf.

## Uppmärksammade verk
- The Script System No. 1, performance video, 2013.
- The Split Brain, video, 2013.
- The Script System No. 2, performance video, Art Basel, 2014.
- PlopEgg No. 1 – A Birth of a Picture, performance work, 2014.[13]
- Protest Over Cologne Sex Attacks” Performance, Köln, 2016.[14]
- THE TWELVE MUSES, from "The Feminist" to "The Adventurer."[15]
- Naked Selfies, performance, Paris, 2017[16]